# Janne Vängman och den stora kometen
Janne Vängman och den stora kometen är en svensk komedifilm från 1955, i regi av Bengt Palm.

## Om filmen
Filmen premiärvisades 10 oktober 1955 på biograferna Saga i Östersund och China i Sundsvall. Den spelades in vid AB Europa Studio i Sundbyberg med exteriörer från Härnösand, Sollefteå och Nordingråtrakten av Ingvar Borild och Sven Thermænius. Som förlaga har man Johan Rudolf Sundström romansvit om Janne Vängman. Materialet i böckerna räckte dock endast till tre och en halv film, varför docent Åke Ohlmarks engagerades att i Sundströms anda fritt dikta till de nödvändiga episoderna för Janne Vängman och den stora kometen.

## Roller i urval
- Adolf Jahr - Janne Vängman
- Birgitta Olzon - Frida Nilsson
- Sten Gester - Peter Fjällman
- Karl Erik Flens - Lars Nordiäng
- Märta Dorff - Mor Bengta, Fridas mor
- Carl-Gustaf Lindstedt - patron Lars Nilsson i By, Fridas far
- Brita Öberg - Malin, Jannes käring
- Börje Mellvig - Efraim Andersström, väckelseprediikant
- Lasse Krantz - länsman
- Willie Sjöberg - Ante Sisslas, tattare
- Carl-Axel Elfving - Svensson, fjärdingsman
- Millan Lyxell - Stina Fjällman, Peters mor
- Sture Ström - Antes bror
- Wiktor "Kulörten" Andersson - varietédirektören
- Curt "Minimal" Åström - varietéutroparen

## Filmmusik i urval
- Vi äro sälla, kompositör Egon Kjerrman, text Sven Gustafson